# 린다 앤드루스
린다 앤드루스(Linda Andrews, 1973년 10월 19일 ~ )는 페로 제도의 가수이다.